# فرانک یاکونو
فرانک یاکونو (به انگلیسی: Franck Iacono) (زادهٔ ۱۴ ژوئن ۱۹۶۶) شناگر اهل فرانسه است.